# Thomas Alsgaard
Thomas Alsgaard (Lørenskog, 10 gennaio 1972) è un fondista norvegese.
È stato uno dei protagonisti dello sci di fondo dalla metà degli anni novanta fino al 2003, anno in cui ha smesso di gareggiare ai massimi livelli della disciplina. Fondista molto versatile, in carriera è stato in grado di vincere gare su ogni distanza, dalle sprint alle 50 chilometri, sia a tecnica libera sia a tecnica classica.

## Biografia

### Stagioni 1992-1994
Agli inizi della carriera vinse i Mondiali juniores; in seguito sarebbe divenuto il primo fondista maschio a vincere un titolo mondiale sia da junior che da senior. In Coppa del Mondo ha ottenuto il primo risultato di rilievo il 9 gennaio 1993 nella 15 km a tecnica classica di Ulrichen (16°) e ha ottenuto la prima vittoria, nonché primo podio, il 18 dicembre 1994 nella staffetta di Sappada.
Colse il primo importante successo internazionale in patria, ai XVII Giochi olimpici invernali di Lillehammer 1994, con l'oro nella 30 km a tecnica libera. Grazie alla vittoria Alsgaard, che aveva da poco compiuto ventidue anni, venne salutato dalla stampa come il futuro erede dei grandi campioni norvegesi dell'epoca, Bjørn Dæhlie e Vegard Ulvang. A Lillehammer Alsgaard prese anche parte alla staffetta 4x10 km; fu inserito in terza frazione, mentre la quarta e ultima fu riservata all'idolo nazionale Dæhlie. L'intera Norvegia si era preparata per un trionfo nella gara più sentita e anche re Olav V era presente sulle tribune dello stadio Birkebeineren, ma tutti rimasero ammutoliti quando, sul rettilineo finale, il favorito Dæhlie fu battuto in volata da Silvio Fauner, ultimo frazionista della nazionale italiana. L'argento fu una cocente delusione per i norvegesi; molti criticarono la scelta di Dæhlie come ultimo frazionista perché nello sprint aveva sempre avuto difficoltà e ormai faticava a reggere la volata contro avversari più giovani di lui.

### Stagioni 1995-2003
Dopo quella gara, l'ultima frazione della staffetta norvegese fu stabilmente affidata ad Alsgaard e la scelta si rivelò vincente: dal 1995 al 2003, tra Mondiali e Olimpiadi, la Norvegia fu battuta un'unica volta nella volata finale, ai Mondiali di Ramsau am Dachstein nel 1999, e la vittoria andò agli austriaci padroni di casa. Secondo quanto riportato dalla stampa, Dæhlie non aveva gradito la sostituzione in staffetta dopo i Giochi di Lillehammer a favore del più giovane Alsgaard. La presunta rivalità aumentò nel tempo e arrivò al culmine ai XVIII Giochi olimpici invernali di Nagano 1998. Dæhlie aveva vinto la 10 km a tecnica libera, e quindi sarebbe partito in testa nella gara a inseguimento; Alsgaard invece si era piazzato quinto, ma con una gara in rimonta recuperò lo svantaggio accumulato nella prima parte di gara e vinse l'oro. Nella stessa stagione conquistò sia la Coppa del Mondo generale, sia entrambe le Coppe di specialità.
Le gare a inseguimento furono sempre congeniali ad Alsgaard, che vanta due titoli olimpici (1998 e 2002) e un titolo mondiale (1999) nella specialità. Ai XIX Giochi olimpici invernali di Salt Lake City 2002 recuperò 36 secondi in 10 km al connazionale Frode Estil, con cui arrivò pari merito al fotofinish. Davanti a loro il tedesco naturalizzato spagnolo Johann Mühlegg, successivamente squalificato per doping. Dopo la conferma della squalifica, il CIO ha assegnato ai due norvegesi l'oro ex aequo.
Si è ritirato dalle competizioni di massimo livello alla fine della stagione 2002-2003 per dedicarsi a tempo pieno all'attività di operatore turistico già avviata da alcuni anni.

### Stagioni 2008-2011
Dopo alcuni anni di semi-inattività, dalla stagione 2007-2008 è tornato regolarmente alle competizioni, gareggiando in Marathon Cup e in alcune prove minori; dal 2011 la sua attività agonistica è tornata sporadica e da fine 2012 non ha più preso parte alle gare cui si era iscritto.

## Palmarès

### Olimpiadi
- 6 medaglie:
  - 5 ori (30 km[4] a Lillehammer 1994; inseguimento, staffetta a Nagano 1998; inseguimento, staffetta a Salt Lake City 2002)
  - 1 argento (staffetta[4] a Lillehammer 1994)

### Mondiali
- 9 medaglie:
  - 6 ori (staffetta[4] a Thunder Bay 1995; staffetta[4] a Trondheim 1997; inseguimento[4] a Ramsau am Dachstein 1999; staffetta a Lahti 2001; 30 km, staffetta a Val di Fiemme 2003)
  - 2 argenti (30 km[4], staffetta[4] a Ramsau am Dachstein 1999)
  - 1 bronzo (30 km[4] a Trondheim 1997)

### Coppa del Mondo
- Vincitore della Coppa del Mondo nel 1998
- Vincitore della Coppa del Mondo di lunga distanza nel 1998
- Vincitore della Coppa del Mondo di sprint nel 1998
- 39 podi (25 individuali, 14 a squadre[5]), oltre a quelli conquistati in sede olimpica o iridata e validi ai fini della Coppa del Mondo:
  - 18 vittorie (11 individuali, 7 a squadre)
  - 14 secondi posti (10 individuali, 4 a squadre)
  - 7 terzi posti (4 individuali, 3 a squadre)

#### Coppa del Mondo - vittorie
| Data             | Luogo                      | Paese     | Disciplina                                                         |
| ---------------- | -------------------------- | --------- | ------------------------------------------------------------------ |
| 18 dicembre 1994 | Sappada                    | Italia    | 4x10 km TL (con Egil Kristiansen, Kristen Skjeldal e Bjørn Dæhlie) |
| 5 febbraio 1995  | Falun                      | Svezia    | 4x10 km TL (con Sture Sivertsen, Terje Langli e Bjørn Dæhlie)      |
| 24 marzo 1995    | Sapporo                    | Giappone  | 4x10 km (con Vegard Ulvang, Bjørn Dæhlie e Kristen Skjeldal)       |
| 8 gennaio 1998   | Ramsau am Dachstein        | Austria   | 15 km TC                                                           |
| 10 gennaio 1998  | Ramsau am Dachstein        | Austria   | 30 km TL                                                           |
| 11 marzo 1998    | Falun                      | Svezia    | 10 km TL                                                           |
| 11 dicembre 1999 | Sappada                    | Italia    | 10 km TL                                                           |
| 12 gennaio 2000  | Nové Město na Moravě       | Rep. Ceca | 15 km TC                                                           |
| 9 dicembre 2000  | Santa Caterina di Valfurva | Italia    | 4x5 km (con Frode Estil, Kristen Skjeldal e Tor-Arne Hetland)      |
| 17 dicembre 2000 | Brusson                    | Italia    | Sprint TL                                                          |
| 10 febbraio 2001 | Otepää                     | Estonia   | 10 km TC                                                           |
| 7 marzo 2001     | Oslo                       | Norvegia  | Sprint TC                                                          |
| 9 marzo 2002     | Falun                      | Svezia    | 20 km PU                                                           |
| 10 marzo 2002    | Falun                      | Svezia    | 4x10 km (con Frode Estil, Anders Aukland e Kristen Skjeldal)       |
| 16 marzo 2002    | Oslo                       | Norvegia  | 50 km TL                                                           |
| 23 marzo 2002    | Lillehammer                | Norvegia  | 58 km TC MS                                                        |
| 8 dicembre 2002  | Davos                      | Svizzera  | 4x10 km (con Anders Aukland, Tore Bjonviken e Tor-Arne Hetland)    |
| 19 gennaio 2003  | Nové Město na Moravě       | Rep. Ceca | 4x10 km (con Anders Aukland, Frode Estil e Tore Ruud Hofstad)      |

Legenda:

MS = partenza in linea

PU = inseguimento

TC = tecnica classica

TL = tecnica libera

### Marathon Cup
- Miglior piazzamento in classifica generale: 12º nel 2010
- 1 podio:
  - 1 secondo posto

## Statistiche
Dal 1994, quando vinse un oro e un argento ai Giochi olimpici di Lillehammer, Thomas Alsgaard ha sempre vinto almeno una medaglia ad ogni competizione internazionale (Mondiali od Olimpiadi) a cui ha partecipato. Come componente della staffetta norvegese, ha conquistato 6 ori (2 olimpici, 4 mondiali) e due argenti.

## Riconoscimenti
Nel 2001 ricevette la Medaglia Holmenkollen, una delle massime onorificenze sportive dello sci nordico.